# El jove Marx
Alguns teòrics consideren que el pensament de Karl Marx es pot dividir en un període "jove" i un altre de "madur". No hi ha un acord absolut sobre quan va començar a madurar el pensament de Marx i el problema de la idea d'un "jove Marx" és el problema de rastrejar el desenvolupament de les obres de Marx i la seva possible unitat. El problema se centra, doncs, en la transició de Marx de la filosofia a l'economia, que el marxisme ortodox ha considerat com un canvi progressiu cap al socialisme científic. Tanmateix, aquesta lectura positivista ha estat desafiada pels teòrics marxistes i també per membres de la nova esquerra, que van assenyalar el costat humanista en l'obra de Marx i com en els seus primers escrits es va centrar en l'alliberament de l'esclavitud salarial i de l'alienació, alhora que van afirmar que aquest era un element oblidat dels escrits de Marx i fonamental per comprendre la seva obra posterior.
Étienne Balibar argumentà que les obres de Marx no es podien dividir en "obres econòmiques" (Das Kapital), "obres filosòfiques" i "obres històriques" ("El 18 Brumari de Lluís Bonapart" o "La Guerra Civil a França"). La filosofia de Marx està íntimament lligada a la seva crítica a l'economia política i a les seves intervencions històriques en el moviment obrer, com la "Crítica del programa Gotha" de 1875. la problemàtica també està relacionada amb la ruptura de Marx amb la universitat i els seus ensenyaments sobre l'idealisme alemany i la seva trobada amb el proletariat, portant-lo a escriure juntament amb Friedrich Engels "El Manifest Comunista" un any abans de les revolucions de 1848. Les arrels filosòfiques del marxisme eren explicades habitualment (per exemple per Lenin) com a derivades de tres fonts: economia política anglesa, socialisme utòpic francès, republicanisme i radicalisme i la filosofia idealista alemanya. Tot i que aquest model de "tres fonts" és una simplicació, encara té certa mesura de veritat.

## El trencament amb l'idealisme alemany
El jove Marx és encara considerat usualment com pertanyent a la filosofia de l'humanisme burgès, la qual ell mateix -ja en la seva etapa de maduració- va criticar al costat de l'idealisme alemany, basant-se que les relacions socials de producció prevalien per sobre la consciència individual (la qual segons Marx eren el producte o reflex de la ideologia).
Tal com la seva pròpia denominació indica, els humanistes marxistes accentuaven l'aspecte humanístic dels fonaments filosòfics del pensament de Karl Marx, a partir dels seus "Manuscrits econòmics i filosòfics" (1844) (que no serien publicats fins al 1932) i en gran manera ocultats a l'URSS fins al període post-estalinista de Khrusxov. Allà Karl Marx va exposar la seva teoria de l'alienació, adaptada de l'obra "L'essència del cristianisme", la qual havia estat originalment publicada per Feuerbach en 1841.
Althusser es va oposar a aquesta interpretació, argumentant que el jove Marx no podia ser llegit pressuposant que ja representava al "marxisme totalment desenvolupat". Així ell va representar el problema filosòfic de l'evolució de Marx com la qüestió de com es pot concebre la transformació del pensament de Marx, sense adoptar una perspectiva idealista que marcaria un retorn a la dialèctica espiritualista d'Hegel i a la seva perspectiva teleològica, un retorn a la dialèctica espiritualista (la qual cosa seria anàloga al fet que la gallina ja està dins l'ou suposadament tan madura o desenvolupada com el Marx madur ho estaria en el jove Marx), els continguts de la seva filosofia del materialisme dialèctic expressats en les seves obres anteriors sota les paraules de l'idealisme de Ludwig Feuerbach.

## Els diversos Marx
Vladimir Lenin va reivindicar a "L'estat i la revolució" (1917) com a primera obra madura de Marx "Misèria de la filosofia" (1847). Althusser, que va ser un ferm defensor d'aquesta dicotomia entre un "Marx jove" i un "Marx madur" en les seves crítiques a l'humanisme marxista i al marxisme existencialista, va afirmar en els anys seixanta que "La ideologia alemanya" (escrita el 1845), on Marx criticava Bruno Bauer, Max Stirner i altres joves hegelians va marcar la ruptura amb el jover Marx. Per altra banda, Ernest Mandel en el seu llibre "El lloc del marxisme a la història" (1986) també va dividir el desenvolupament intel·lectual de Marx en diverses etapes.

## La "ruptura epistemològica" de Louis Althusser
Althusser popularitzà la concepció d'una "ruptura epistemològica" entre el jove Marx i el Marx madur, és a dir, el punt en què Marx va trencar amb la ideologia per entrar en el domini de la ciència, un punt considerat com el de la seva ruptura amb Ludwig Feuerbach. Tanmateix, la ruptura epistemològica, concepte que Althusser va treure de Gaston Bachelard, no s'ha de concebre com un punt cronològic definit, sinó com un "procés", fent així la qüestió de la distinció entre un "jove Marx" i un "Marx madur", problemàtica. Val a dir que en aquest, com en molts d'altres aspectes, Althusser participa de l'ortodòxia estalinista, en el seu esforç per negar un Marx humanista, però també molt llunyà de l'escolàstica determinista, sigui en la seva versió estructuralista o sigui en la seva versió soviètica.
Els humanistes marxistes no defensen que el pensament de Marx no és desenvolupàs, però critiquen la dicotomia presentada per l'ortodòxia estalinista i l'estructuralisme d'Althusser com a massa rígida i incapaç de reconèixer els elements de continuïtat en el desenvolupament de les teories de Marx. Una de les proves utilitzades per posar de manifest la importància de les primeres obres de Marx és que el mateix Marx, el 1851, va intentar publicar dos volums dels seus primers escrits.

## L'elaboració del materialisme històric
François Châtelet va negar l'existència d'una ruptura entre el jove Marx i un Marx madur que hauria descartat els seus errors de joventut i assumiria el “domini del seu pensament”. En canvi, va considerar que les tensions en el seu pensament van continuar fins a la seva mort el 1883. Aquesta tesi, concentrant-se en les tensions del pensament de Marx en lloc d'una suposada maduresa del seu pensament, també seria confirmada per Étienne Balibar (1993).
Josep Fontana, el 1982, va argumentar que el fet que l'anàlisi de la lògica del apitalisme ocupàs gran part del temps del Marx madur ha duit a l'error de considerar que el materialisme històric és fonamentalment economia i escrigué que 
| «               | "No és vàlid operar una separació radical entre història, economia i política marxistes (entre anàlisi del passat, crítica del present i proposta pel futur), perquè, quan hom intenta aïllar aquestes peces, les empobreix de manera notable, el que val tant per a determinats "manuals d'economia marxista", com per als intents d'explicar "la teoria de la història de Marx", per ben intencionats que siguin uns i altres. Si no s'accepten els talls verticals, tampoc es poden admetre els horitzontals, que tracten de distingir entre un "jove" i un "vell" Marx, entre una concepció humanista i una altra economicista de la història, o entre dues hipòtesis socialistes diferents." | » |
| — Josep Fontana | |   |